# Карловацька патріархія
Ка́рловацький патріарха́т (сербохорв. Карловачка патријаршија, Karlovačka patrijaršija) — історична східно-православна де-факто автокефальна помісна церква, яка до 1920 існувала в Австро-Угорській імперії, коли вона була скасована внаслідок об'єднання з Белградською митрополією і Чорногорською митрополією в єдину Сербську православну церкву в Королівстві сербів, хорватів і словенців (згодом Королівство Югославія). Була знову заснована на початку XVIII століття як митрополія. Одна з трьох автономних (де-факто автокефальних) православних церковних областей на землях імперії (поряд з Германштадською митрополією і Буковинсько-Далматинською митрополією).

## Історія
Після завоювання сербських земель Османською імперією сербська церква підпорядковувалась Патріарху у місті Печ (Косово). Але в 1690 році, під час Великої Турецької війни, коли яничари знову почали перемагати, патріарх Арсеній III (Черноєвич) з десятками тисяч сербів пішов на північ, й осів на австрійській території у Сремських Карловцях. Після його смерті, за підтримки Габсбургів перемогли прибічники визнання юрисдикції Печського патріарха, і у Карловці заснували митрополію.
Ка́рловацька митропо́лія (сербохорв. Карловачка митрополија, Karlovačka mitropolija) як незалежна, самоуправна православна церковна формація проіснувала протягом 1708-1848 р.р.
1848 року, під час революційних подій у Карловці відбулась Травнева скупщина, яка зокрема проголосила митрополита Йосифа (Раячича) патріархом. Фактично так виникла Карловацька патріархія, яка проіснувала до 1920 року, коли після утворення Югославії відбулося об'єднання всіх сербських православних церков у Сербській Православній Церкві.

## Єпархії

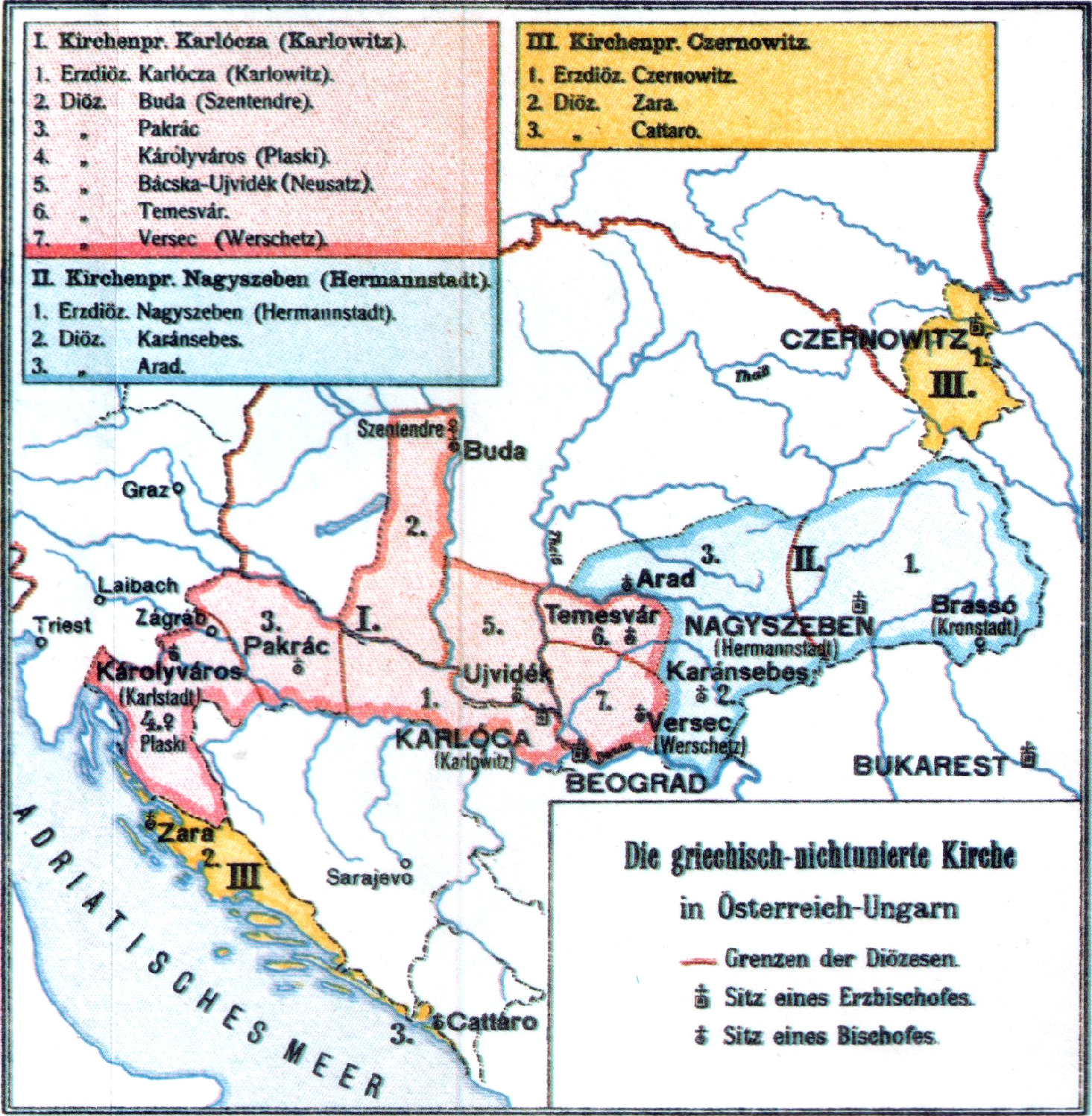
мапа єпархій митрополії

До складу митрополії входило десять єпархій:

1. Арадська

2. Бацька

3. Будимська

4. Буковинська

5. Вршацька

6. Горньокарловацька

7. Ердельська

8. Пакрацька

9. Сремська (архієрейська)

10. Тімішварська
Пізніше Арадська та Ердельська єпархії відійшли до Семигородської (Трансільванія) митрополії. А на базі Буковинської єпархії було утворено Буковинську митрополію.

## Предстоятелі Карловацької церкви

### Митрополити
- Арсеній III Черноєвич (1690—1706)
- Ісая (Дакович) (1708)
- Софроній (Подгоріча́ніна) (1710—1711)
- Вікентій (Попович-Хаджилавич) (1713—1725)
- Моїсей (Петрович) (1726—1730)
- Вікентій (Йованович) (1731—1737),
- Арсеній IV (Йованович Шакабента) (1737—1748)
- Ісая (Антонович) (1748—1749)
- Павло (Ненадович) (1749—1768)
- Йован (Джорджевич) (1769—1773)
- Вікентій (Йованович Відак) (1774—1780)
- Моїсей (Путнік) (1781—1790)
- Стефан Стратимович (1790—1836)
- Стефан (Станкович) (1837—1841)
- Йосиф (Раячич) (1842—1848)

### Патріархи
- Йосиф (патріарх Сербії) (1842—1848)
- Самуіл (Маширевич) (1861—1870)
- Прокопій (Івачкович) (1874—1879)
- Герман (Анджелич) (1881—1888)
- Георгій (Бранкович) (1890—1907)
- Лукіян (патріарх Сербії) (1907—1913)

## Галерея

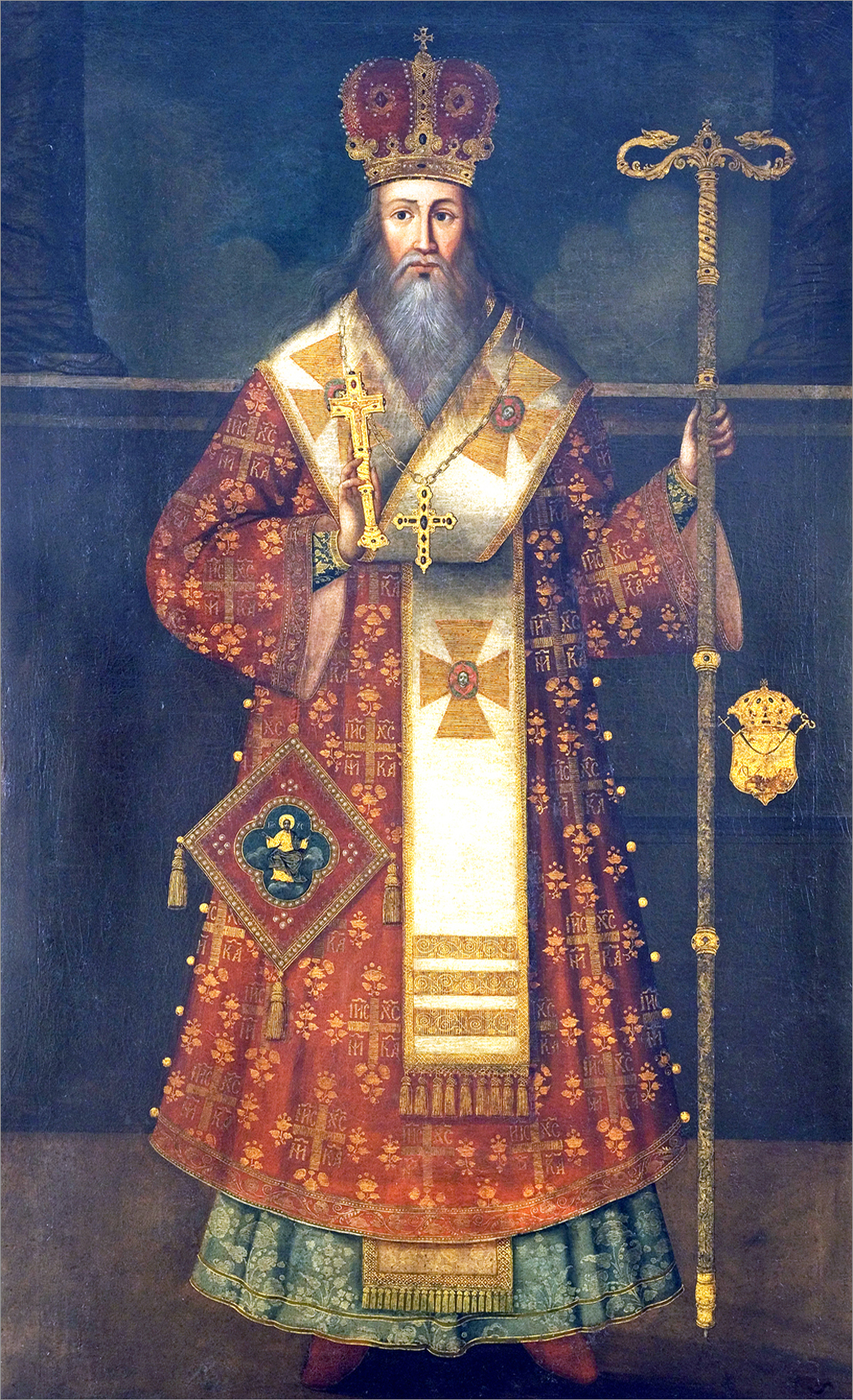
Митрополит Арсеній III (Чарноєвич)
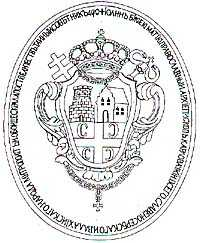
Герб Карловацької митрополії
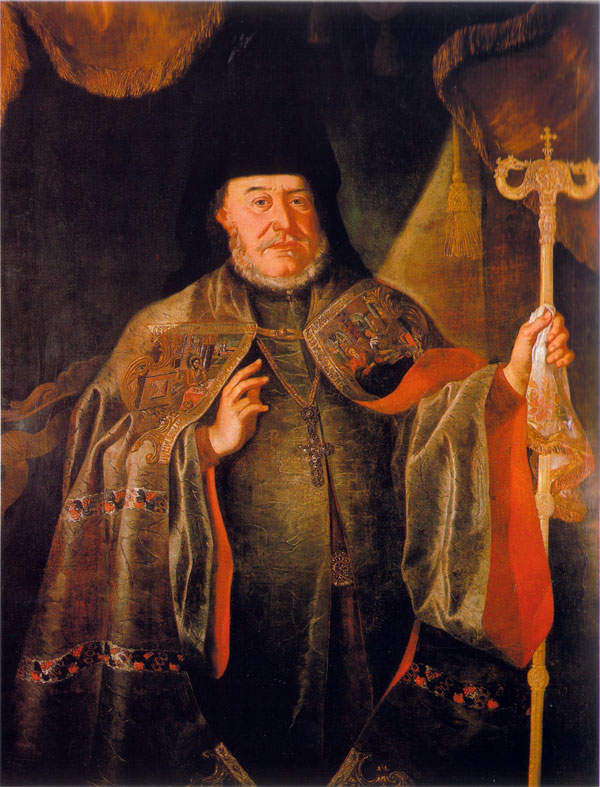
Митрополит Арсеній IV (Йованович Шакабента)
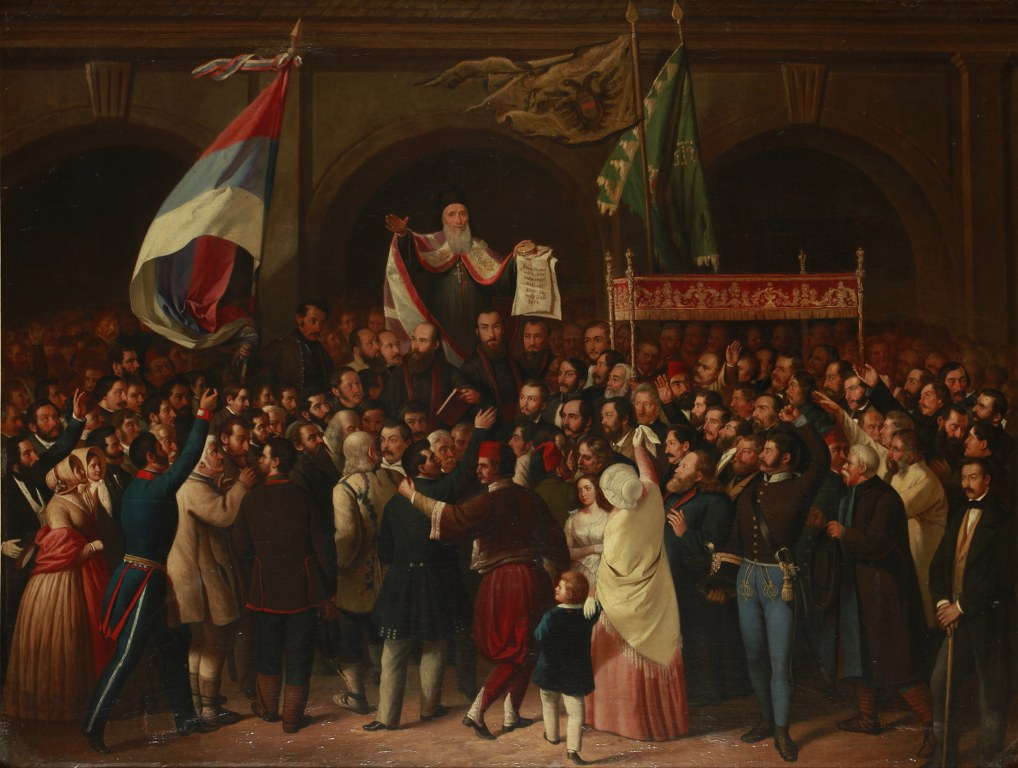
Травнева скупщина (1848)
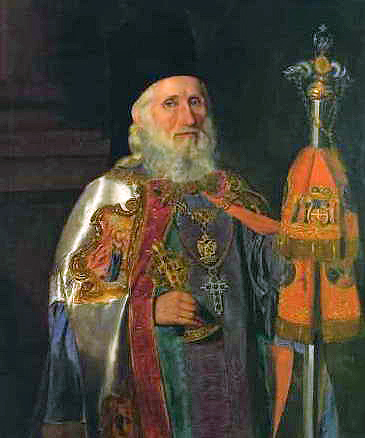
Патріарх Йосиф (Раячич)
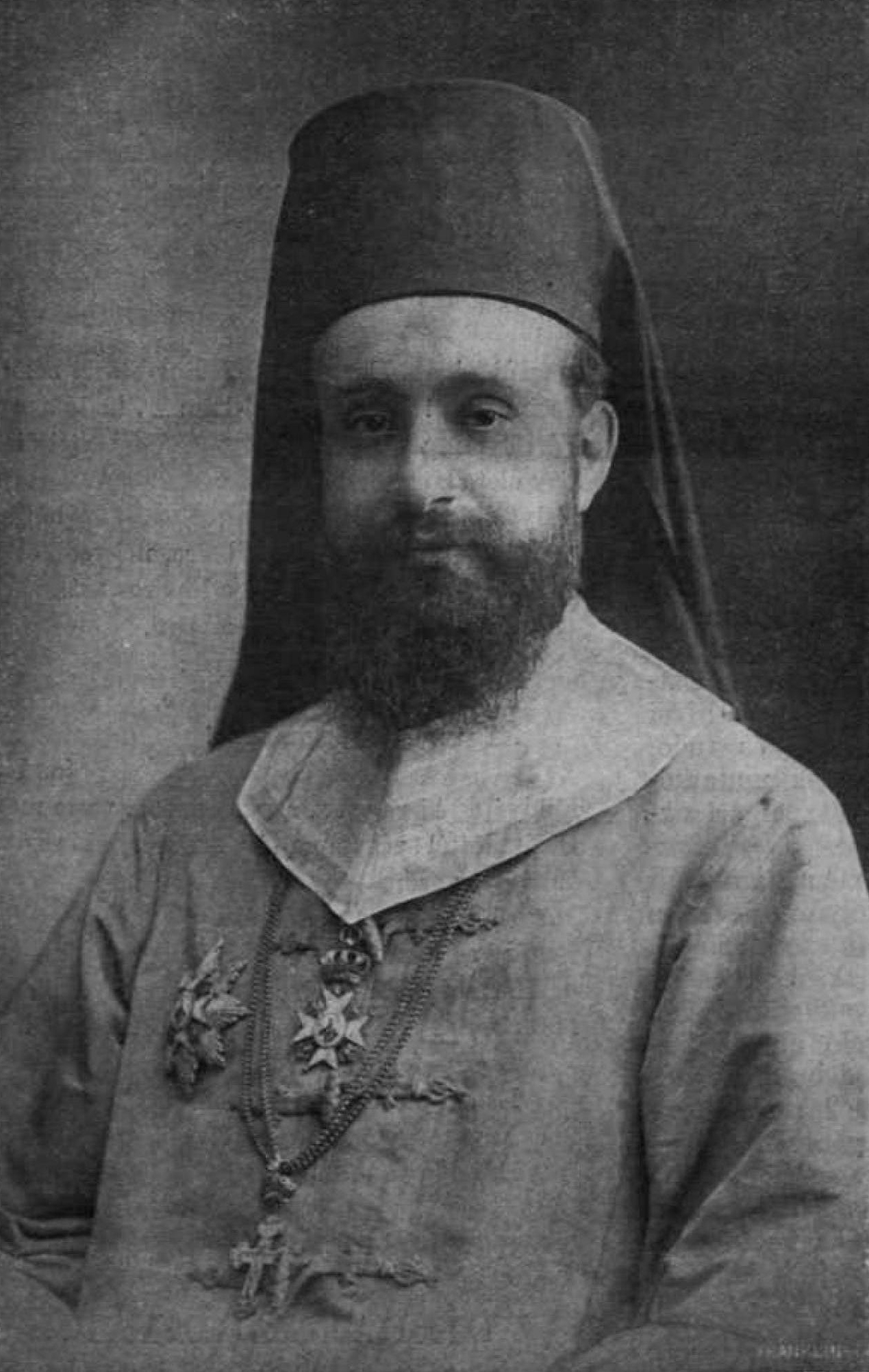
Лукіан (Богданович)
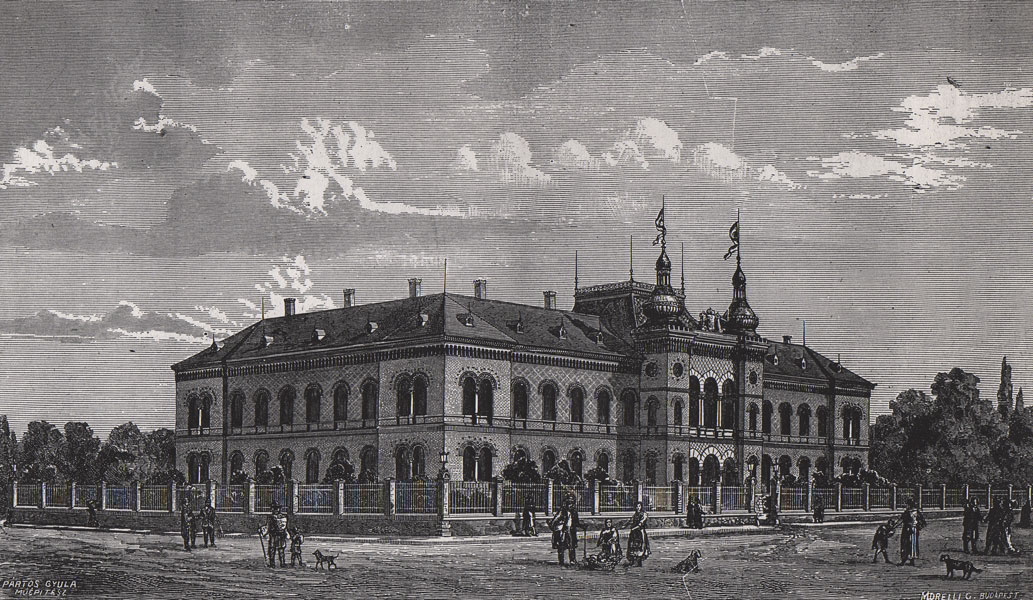
Резиденція Карловацького патріарха (1890)